# 行在
行在（古譯：Quinsay），又稱行都，字面上的意思是天子「行銮驻跸的所在」，指名义上并非帝都，但实际上是皇帝、皇宫和朝廷所在并行使首都职能的地方。因皇權时代以皇帝為中心，被称为行在的地方是彼时全国的政治中心，例如咸豐北狩熱河時的避暑山莊，而陪都、行宮则未必。但若陪都成為行在之後，反而經常成為政治中心。
舊時皇帝暫駐的行宮，有時亦稱為行在，如圓明園、鞏華城沙河行宮、承德避暑山莊、乾隆眾多行宮等，只要是皇帝所在皆稱之。

## 历史上的行在

### 杭州
靖康之变后，北宋被金朝所滅，宋高宗逃往南方建立南宋后，为显示收复故土的决心，在苗劉兵變後，建炎三年（1129年）升杭州為临安府，称之为行在，直到紹興八年（1138年）才定都於杭州，又稱行都，然而仍将北宋历代先帝陵寝所在的东京汴梁城称为京师。直到1234年金朝亡于宋蒙联军之后，南宋尚有端平入洛之举以期恢复故都。
《马可·波罗游记》和同时期的西方著作均将杭州称为行在（Quinsay），可见直到元代早期，行在仍是对杭州最通行的称呼。

### 北京
明朝燕王朱棣假清君側之名，發動靖难，攻打当时其姪兒建文帝的京师金陵應天府，夺得皇位。但朱棣即位后，因应蒙古人的威脅，决意要迁都自己發跡之地燕京北平，于是在永乐元年就将北平升为行在，后又在行在设立六部，称「行在六部」。朱棣随后着力经营燕京，兴修宫殿、疏浚运河，并经常前往燕京办公。永樂十八年，朱棣迁都北京，北京成为京师，不再称行在。金陵應天府則變為陪都。
朱棣死后，明仁宗朱高炽登基即位。仁宗希望明朝的首都恢復在其太子监国时的故地金陵（南京），又将北京改為行在，但因仁宗即位一年便去世而无以为继。直到明英宗正统六年，北京才恢復名义上的京师地位，不再称为行在。

### 福州
1276年6月14日，陈宜中等奉益王赵昰即帝位于福州，是为宋端宗，改元景炎，升福州为福安府，作为行在。
1645年7月29日，唐王朱聿键至福州，驻“南安伯府”。8月18日，朱聿键于福州称帝，是为隆武帝。改福建等处承宣布政使司为“福京”，改福州府为天兴府，以原福建布政使司官署为行殿，建行在太庙、社稷及唐国宗庙，各衙门名称之前加“行在”二字。

### 西安
清末八国联军攻陷北京后，慈禧太后與光緒帝出逃至西安，據称8个月耗资达12万两白银。俞樾在其《春在堂诗编》中将慈禧、光绪帝庚子西狩（1900年）的驻居地西安称为“行在”。